# Джусупов, Кенеш
Кенеш Джусупов (кирг. Кеңеш Жусупов; род. 14 апреля 1937, Эчки-Башы, Нарынский район) — современный киргизский писатель, прозаик и публицист. Народный писатель Кыргызстана (1999). Член СП СССР (1966). Герой Труда Киргизской Республики (2024).

## Краткая биография
Кенеш Джусупов родился 14 апреля 1937 года в селе Эчки-Башы сельского совета Он-Арча Нарынского района, Тянь-Шанская область. По национальности — кыргыз.
Его отец — Сыдыкбек Иманаалы уулу. Мать — Турдубюбю Молдогазы кызы. Они имели 13 сыновей, и Кенеш был их первенцем.
Однако, по кыргызской традиции, Кенеша усыновил Джусуп Иманаалы уулу, старший брат Сыдыкбека. В то время у Джусупа и его первой жены, Турумбюбю, не было детей. Впоследствии, Джусуп и Турумбюбю разошлись, и Джусуп женился на Суюн, которая родила ему шестерых сыновей (Мукамбет, Жумабек, Кубанбек, Турат, Муратбек, Маратбек) и одну дочь (Дамира).
Кенеш оставался считаться их первенцем и признал своего отца как дядю.
Бабушка Уулбала была главной личностью, воспитавшей Кенеша в годы его детства.
Кенеш стал читать и писать, когда ему было всего пять лет. В то время отец Джусуп был директором семилетней школы и мать Суюн была учительницей.
Семилетнюю школу окончил в родном селе, затем продолжил обучение в соседнем селе Оттук (оба села — Эчки-Башы и Оттук образовали бывший колхоз «Коммунизм», а ныне образуют общий сельский совет «Он-Арча»).
В 1954 г., после окончания средней школы «Оттук», Кенеш безуспешно попытался поступить на юридический факультет Киргизского государственного университета (КГУ) в городе Фрунзе.
Трудовую биографию начал в 1954 г. учётчиком в родном колхозе, работал сельским библиотекарем, секретарем первичной комсомольской организации.
Через два года поступил на факультет филологии Киргизского государственного университета в городе Фрунзе.
В 1961 г. окончил филологический факультет КГУ.
С 1961 г. являлся литсотрудником в редакции газеты «Тянь-Шань правдасы» в городе Нарын, который был областным центром тогдашней Тянь-Шаньской области Кыргызстана.
В 1964 году перебрался из Нарына в Бишкек.
С 1964 г. работал сотрудником Главлита при Совете Министров Киргизской ССР, с 1966 г. — редактором в издательстве «Киргизстан», с 1968 г. — редактором сценарного отделения киностудии «Киргизфильм».
Далее, с 1973 г., он — литсотрудник в редакции журнала «Ала Тоо», с 1978 г. — литконсультант Союза писателей Киргизии по Нарынской области, с 1984 г. — в секторе по художественному изданию эпоса «Манас».
В 1986 г. избран секретарем правления Союза писателей Киргизии.
С 1987 г. по сей день является главным редактором литературного журнала «Ала Тоо», который был фарватерем киргизской публицистики в годы «Перестройки».

## Творчество
Печатается с 1950-х годов. Первое его стихотворение было опубликовано, когда он ещё был учеником седьмого класса.
Первый его рассказ был опубликован в 1958 году.
Первая книга («Жашоо кумары», «Жажда жизни» на киргизском языке) была опубликована в 1965 году.
Произведения писателя К. Джусупова изданы, кроме киргизского, на разных иностранных языках (на русском, украинском, казахском, арабском, татарском, турецком, узбекском, французском, чешском и др.) языках.
Кенеш Джусупов работал над художественным прозаическим переложением киргизского героического эпоса «Манас» как в соавторстве с А. Джакыпбековым, так и самостоятельно.

## Награды
- За книгу «Ыр сабындагы өмүр» («Жизнь в стихах») о жизни и творческом наследии поэта Алыкула Осмонова удостоен в 1975 г. премии Ленинского комсомола Киргизской ССР в области литературы.
- Был членом Союза писателей СССР с 1966 г.
- Герой Труда («Эмгек Баатыры») Кыргызской Республики (2024 год)[1][2].
- Награждён Орденом «Манас» II степени (2016 год)[3], медалью «За трудовую доблесть», Почётной грамотой Верховного Совета Киргизской ССР.
- Народный писатель Киргизской Республики (1999 год).
- Награждён Юбилейной медалью «Манас-1000» (1995 год)[4].
- Лауреат Государственной премии Киргизии имени Токтогула (2004 год).

## Краткая библиография

### на киргизском
- Жашоо кумары: аңгемелер жана повесттер. — Ф.: Киргизстан, 1965. — 172 с. — Жажда жизни.
- Каралдым, тоолор: аңгемелер. —Ф.: Киргизстан, 1967. — 96 с. — Любовь моя — горы.
- Микеланджело мекенинде: Жол очерки. — Ф.: Мектеп, 1971. — 132 с. — На родине Микеланджело.
- Жөрүгүм менин тоолордо: аңгемелер, повесттер. — Ф.: Киргизстан, 1972. 319 с. — Моё сердце в горах.
- Ыр сабындагы өмүр: Акын А. Осмоновдун өмүрү.—Ф.: Мектеп, 1974. — 130 с. Жизнь в стихах.
- Ата журт: Публицистикалык ой толгоо жана повесть. — Ф.: Мектеп, 1977. — 235 с. Отечество.
- Күлгүн курак: Повесть. — Ф.: Киргизстан, 1979. — 240 с. — Дни молодости.
- Ыр сабьндагы өмүр: Акын А. Осмонов жөнүндө документалдуу баян. — Ф.: Мектеп, 1980. — 188 с. Жизнь в стихах.
- Кан жолдогу ойлор: Жол очерктери. — Ф.: Киргизстан, 1982. — 224 с. — Думы в дороге.
- Тоолуктар баяны: аңгемелер, повесттер, эссе. — Ф.: Мектеп, 1984. — 353 с. — Рассказы в горах.
- Тулпар: Сапар; Адабий ажар; Ой толгоо. — Ф.: Киргизстан, 1988. — 336 с. — Аргамак.
- Кыргыздар. Он томдук жыйнак / Түзүүчүлөр Кеңеш Жусупов, Каныбек Иманалиев. — Бишкек: Учкун, 2004. — Т. 1-10. — ISBN 9967-413-89-1.

### на русском
- Лесорубы: Повести и рассказы. — М.: Советский писатель, 1975. — 309 с.
- Сабыр и дедушка: Повесть. — М.: Детская литература, 1980. — 95 с.
- Манас: Для детей. — Б.: Фонд Мээрим, 1995. — 191 с.
- Кыргызы: Источники. История. Этнография / Сост.: Омуркул Караев, Кенеш Жусупов. — Бишкек: Шам, 1996. — 620 с. (Фонд «Сорос—Кыргызстан»). ISBN 5-7499-0042-8.
- Кыргызы: Сборник в 10-ти томах. Том X. / Сост.: Кенеш Жусупов, Каныбек Иманалиев. — Бишкек: Учкун, 2004. — 512 с. — ISBN 9967-413-88-3 (Т. 1-10), ISBN 9967-413-89-1 (Т. 10).

### на украинском
- Сабыр и дедушка: Повесть. — Киев: Вэсэлка, 1983. — 104 б;. — укр.